# Erika Marena
Érika Mialik Marena (Apucarana, 1975) é uma delegada da Polícia Federal, conhecida pela atuação na Operação Lava Jato.  Ela também atuou como delegada  na divisão de repressão a crimes financeiros em São Paulo e Curitiba, além da divisão de combate à corrupção e desvio de verbas públicas em Santa Catarina.

## Biografia
Após atuar por quatro anos na Operação Lava Jato, Erika foi convidada a chefiar a área de combate à corrupção e desvio de verbas públicas da Superintendência da PF em Santa Catarina. Em 2016, foi a mais votada de uma lista tríplice para concorrer à diretoria geral do comando da PF.

### Operação Ouvidos Moucos
Em 2017, foi a responsável pela controversa Operação Ouvidos Moucos, que resultou na prisão do reitor da Universidade Federal de Santa Catarina, Luiz Carlos Cancellier de Olivo, acusado de tentativa de obstrução de justiça. Motivada por denúncias do então corregedor da UFSC, bem como, de outros membros do corpo docente da Universidade, a operação teve como objetivo investigar o desvio de recursos ao longo de diversas gestões. Após ter pedido de prisão representado pela Polícia Federal, Cancellier foi preso e afastado do cargo e da universidade, numa operação que contou com 115 policiais federais. Cancellier não tinha antecedentes criminais.  Após ser liberado com um habeas-corpus, apenas condicionado a sua não ida ao campus, cometeu suicídio. O relatório final do inquérito não apresentou qualquer prova contra o reitor. Em julho de 2023, o TCU (Tribunal de Contas da União), em documento assinado pelo diretor da Unidade de Auditoria Especializada em Educação, Cultura, Esporte e Direitos Humanos, Leandro Santos de Brum, indicou ainda que a denúncia de irregularidade no programa "Universidade Aberta do Brasil", que foi o alvo principal da operação Ouvidos Moucos, era improcedente.
A delegada foi designada para a ocupar a Superintendência Regional de Polícia Federal no Estado de Sergipe em dezembro de 2017, dois meses depois da morte do reitor. O Ministério da Justiça investigou sua participação no caso, e após três pareceres concordantes decidiu arquivar a sindicância contra ela, por falta de provas.
Porém, após o relatório do TCU em 2023 apontar que toda a operação foi baseada em acusações improcedentes, o Ministro da Justiça do terceiro Governo Lula, Flávio Dino, decidiu encaminhar o documento para o Diretor-Geral da Polícia Federal para que fosse instaurado Processo Administrativo Disciplinar a fim de novamente investigar a conduta dos policiais, o que inclui a delegada Erika Marena, para averiguar possíveis ações realizadas de maneira irregular. A ação de Marena, quem determinou a ação contra os suspeitos a partir de convicções suas, e que levou à prisão por acusação de formação de quadrilha, peculato e lavagem de dinheiro seis funcionários da UFSC e ao indiciamento de outras 23 pessoas deveria, nas palavras do ministro, ser novamente investigada pela Polícia Federal.

### Atuação no Ministério da Justiça
Após as polêmicas ocorridas em razão da Operação Ouvidos Moucos, ao final de 2018, foi escolhida por Sergio Moro para chefiar o Departamento de Recuperação de Ativos e Cooperação Jurídica Internacional.
Em 2020, foi exonerada do cargo pelo ministro da Justiça e Segurança Pública, André Mendonça.

### Operação Spoofing
Em 2021, após a divulgação da operação Spoofing, foi acusada pela defesa do então ex-presidente Lula de forjar depoimentos. De acordo com mensagens atribuídas ao então coordenador da força-tarefa da Lava-jato, Deltan Dallagnol, a delegada "lavrou termo de depoimento como se tivesse ouvido o cara, com escrivão e tudo, quando não ouviu nada ... dá no mínimo falsidade".

## Na cultura popular
Em 2017, Erika foi interpretada no cinema brasileiro pela atriz Flavia Alessandra no filme Polícia Federal: A Lei É para Todos.
Em 2018, a personagem Verena Cardoni da série da Netflix, O Mecanismo, foi inspirada em Erika e foi interpretada pela atriz Carol Abras.